# Ејвон (Ворикшир)
Ејвон (енгл. River Avon (Warwickshire)) је река у Уједињеном Краљевству, у Енглеској. Дуга је 154 km. Улива се у Северн. 